# Прогулянка лісами. Двоє лінюхів проти дикої природи
Прогулянка лісами. Двоє лінюхів проти дикої природи (англ. A Walk in the Woods by Bill Bryson) - книжка-автобіографія, бестселер письменника та мандрівника Білла Брайсона. Опублікована в 1997 році. 

## Огляд книги
Після 20 років проживання в Англії Біл Брайсон вирішив повернутись на Батьківщину та підкорити Аппалацьку стежку довжиною в 2100 миль. 
Книга написана в жартівливій манері та розпочинається з історії про невгамовний інтерес автора та його товариша до Аппалацької стежки, що переріс в реальну подорож і ліг в основу цієї захоплюючої книги. 
Аппалацька стежка простяглася від штату Джорджія до штату Мен та охоплює ландшафти Америки від яких захоплює дух - величні гори, тихі ліси та блискучі озера. Якщо ви збираєтесь в похід, то це місце саме для вас, а Білл Брайсон безумовно найцікавіший гід, якого вам пощастило коли-небудь зустріти. Він знайомить нас з історією та природою цього краю, народами, яких він зустрічає на своєму шляху, та місцевою фауною. 
Чому Білл підписався на таку авантюру? По-перше, цьому існує обґрунтування з точки зору спорту: надлишкова вага. По-друге, особистісне обґрунтування: спроба побороти небезпеку. По-третє, екологічне обґрунтування: природа Аппалачі знаходиться в небезпеці. 
Книга пробудить у вас жагу до дослідження природи та відкритого простору (або, щонайменше, бажання зручно вмоститись та ні на хвильку не відволікатись від читання). 
В 2015 році книжку екранізовано. 

## Переклад українською
- Брайсон, Білл. Прогулянка лісами. Двоє лінюхів проти дикої природи / пер. Дар‘я Лученко. К.: Наш Формат, 2017. —  296 с. — ISBN 978-617-7279-79-1